# Parafia św. Onufrego w Pasłęku
Parafia św. Onufrego – parafia prawosławna w Pasłęku, w dekanacie Gdańsk diecezji białostocko-gdańskiej.
Na terenie parafii funkcjonuje 1 cerkiew:
- cerkiew św. Onufrego w Pasłęku – parafialna

## Historia
Wskutek Akcji „Wisła” w Pasłęku i okolicy zostało osiedlonych 5898 osób, z czego 1950 wyznawców prawosławia. Wiosną 1949 w mieście została erygowana parafia. Początkowo władze stalinowskie odmawiały jej rejestracji, uzasadniając to niedostateczną liczbą wiernych. Dopiero na przełomie 1949/1950 placówka duszpasterska rozpoczęła formalnie działalność, jako jedna z parafii w dekanacie olsztyńskim. W 1966 parafia liczyła 240 wiernych. W 1974 była ona większa o 20 osób. Do 2001 liczba parafian spadła natomiast do 128.
W 1997 została odremontowana cerkiew parafialna.

## Wykaz proboszczów
- 1949–1951 – ks. Mikołaj Batalin
- 1951–1953 – ks. Chryzant Jaworski
- 1953–1954 – ks. Eugeniusz Naumow
- 1954–1955 – ks. Eugeniusz Mironowicz
- 1955–1958 – ks. Leonidas Byczuk
- 1958–1963 – ks. Mikołaj Pasternacki
- 1963–1972 – ks. Anatol Szydłowski
- 1972–1982 – ks. Mikołaj Ostapczuk
- 1982–1983 – ks. Igor Chlabicz
- 1983–1985 – ks. Bazyli Ignaciuk
- 1985–1990 – ks. Sławomir Łomaszkiewicz
- 1990–2007 – ks. Sławomir Tomaszuk
- 2007 – ks. Witalis Leończuk
- od 2007 – ks. Marek Antonowicz